# المجلس السياسي للمقاومة العراقية
المجلس السياسي للمقاومة العراقية (PCIR)، هو تحالف سياسي عراقي للمقاومة يتألف من ست مجموعات سنية متشددة رئيسية تعمل داخل العراق. وكان قد تم الإعلان عن تشكيل المنظمة الجامعة في 11 أكتوبر / تشرين الأول 2007 على لسان متحدث باسم الجماعة في خطاب أذاعته قناة الجزيرة الفضائية العربية. كما نُشر الإعلان أيضاً على عدة مواقع جهادية. ويعتبر تشكيل المجلس فريدًا من نوعه من حيث أنه كان من أوائل المرات التي اتحدت فيها الجماعات السنية المتمردة في العراق في محاولة لتشكيل فصيل سياسي لمقابلة فصيل متشدد آخر.